# صواريخ مضادة للصواريخ الباليستية

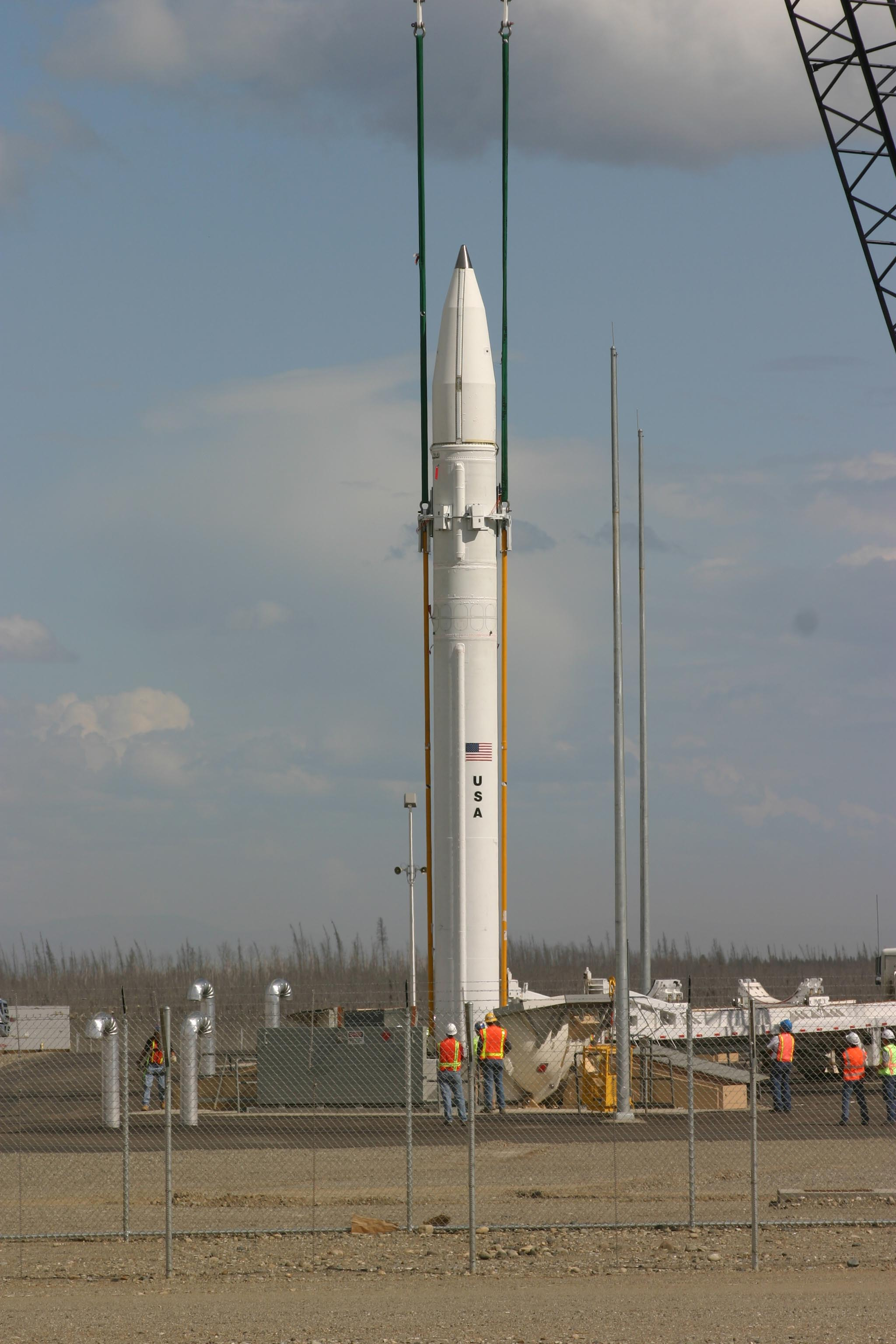
صاروخ OBV أمريكي.

صواريخ مضادة للصواريخ الباليستية (بالإنجليزية: Anti-ballistic missile , ABM)‏ هو صاروخ أرض-جو دفاع صاروخي صمم لصد الصواريخ البالستية، التي تستخدم لإطلاق الأسلحة النووية، والكيماوية، والبيولوجية والرؤوس الحربية التقليدية في رحلة مقذافية عبر مسار معين.
ويستخدم هذا المصطلح عادة للأنظمة المصممة لمواجهة الصواريخ البالستية العابرة للقارات.

## نظم تكتيكية حالية

### الولايات المتحدة

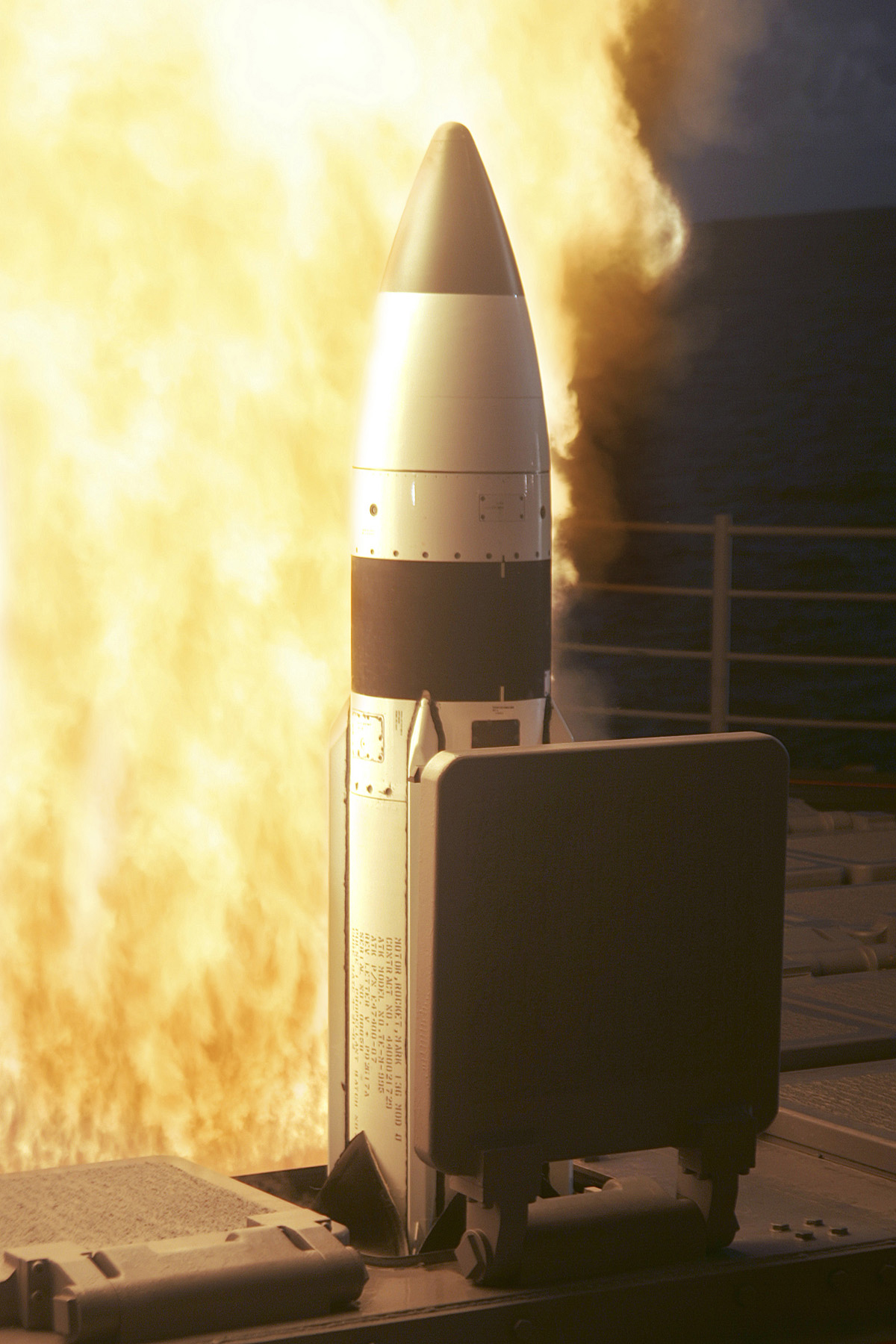
صاروخ ستاندارد ميسايل 3 لبحرية الولايات المتحدة المضاد للصواريخ الباليستية.

- إم آي إم-104 باتريوت
- ستاندارد ميسايل 3.
- الدرع الصاروخي الأمريكي
  - نظام أيجيس المضاد للصواريخ
- ثاد (دفاع جوي)
- إم آي إم-23 هوك
- ستاندارد ميسايل 3

### الفيدرالية الروسية

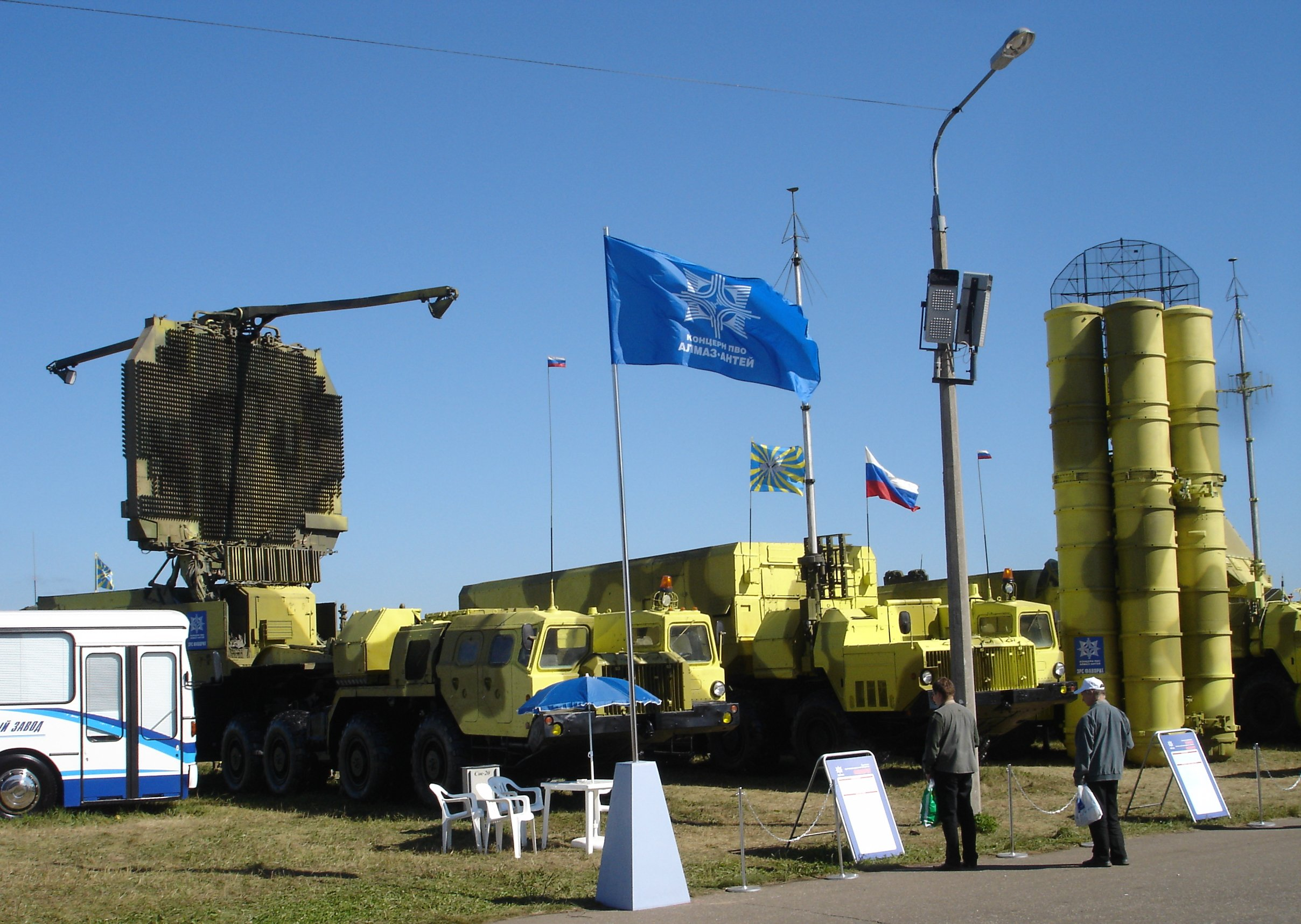
مركبات أس - 300

- أس - 300
- إس-400 تريومف
- أس-500

### الصين
- أس - 300
- نظام صواريخ بوك

### فرنسا والمملكة المتحدة وإيطاليا
- أستر (عائلة صواريخ)

### اليابان
- ستاندارد ميسايل 3
- تايبودونج 1

### إسرائيل
- آرو (صاروخ)
- مقلاع داوود
- القبة الحديدية